# Jaap van den Ende

'wolken, kustlijn' uit 2005. Olieverf op linnen, 7 delen, 160 × 60 cm

Jaap van den Ende (Delft, 22 september 1944) is een Nederlands kunstschilder.
Tussen 1961 en 1964 volgde hij de Koninklijke Academie van Beeldende Kunsten in Den Haag. Tussen 1977 en 1981 gaf Jaap van den Ende les aan de Academie voor Beeldende Kunsten in Arnhem, tussen 1980 en 2001 aan de Willem de Kooning Academie in Rotterdam. Jaap van den Ende heeft in enkele boeken zijn visie op kunst en in het bijzonder de positie van zijn eigen werk daarbinnen beschreven (zie onder Eigen publicaties).

## Werk
Het vroege werk van Jaap van den Ende is geometrisch abstract en systematisch. Het had als uitgangspunt dat de werkelijkheid gevormd is en bepaald wordt door wetmatigheden. Wetmatigheden vormden de leidraad van Van den Endes werk. In de serie schilderijen van Jaap van den Ende uit de jaren 60 wisselden gekleurde vormen elkaar in een vooraf berekend systeem af. In de jaren 70 en 80 ontwikkelde het werk zich naar losser geschilderde doeken en combinaties van doeken. Ook hierbij speelde de abstractie als vertaling van werkelijke beelden een grote rol. Aan het eind van de jaren 80 introduceerde Jaap van den Ende figuratieve vormen in zijn schilderijen. De schilderijen combineerden in die periode verschillende voorstellingen en abstraheringen daarvan binnen een doek. De thema's betroffen onder meer architectuur, portretten, strand- en stadsgezichten.
De recentste serie loopt vanaf 1997. In een serie landschappen, parken, strand- en stadsgezichten en natuurlijke elementen zoals bomen en wolken worden de verschillende voorstellingen en abstracties op verschillende aaneengesloten doeken afgebeeld. Jaap van den Ende kiest voor thema's die zowel voor iedereen herkenbaar als lokaal zijn. De figuratieve doeken zijn gebaseerd op foto's en fotorealistisch weergegeven.  Ze tonen de plek vanuit verschillende invalshoeken. De abstracte vormen zijn afgeleid van de figuraties. De ordening ervan is ook in deze serie gebaseerd op vooraf bepaalde systemen.

## Contour, Continuïteit
In 2007 organiseerden Jaap van den Ende en Jan Hein Sassen de tentoonstelling Contour, Continuïteit, een vervolg op de Delftse Contour-tentoonstellingen uit de periode tussen 1951 en 1987. Zij richtten de Delftse musea Het Prinsenhof, Nusantara en het Museum Lambert van Meerten in met kunstwerken van 111 hedendaagse Nederlandse kunstenaars, waarbij zij gebruik maakten van een deel van de vaste collectie. Elke zaal bevatte historische en huidige werken, waartussen een stilistische of inhoudelijke relatie te leggen was. Thema's waren bijvoorbeeld oorlog, aandacht voor de natuur en portretten. In Nusantara en Museum Lambert van Meerten was werk tentoongesteld dat verband hield met de collecties, bestaand uit voorwerpen uit Indonesië en West-Papoea en stijlkamers. Enige controversie bestond rond de video 'Arm Schaap' uit 1997 van Jeroen Eisinga. De Partij voor de Dieren stelde vragen aan minister Verburg van Landbouw en minister Plasterk van Cultuur over het kunstwerk. Jaap van den Ende ontving de Gemeentepenning van de burgemeester van Delft voor zijn totale werk en voor zijn rol als gastconservator voor deze tentoonstelling.

## Werk in openbare collecties[2]
- Lakenhal te Leiden
- Stedelijk Museum Schiedam
- Prinsenhof te Delft
- Van Abbemuseum te Eindhoven

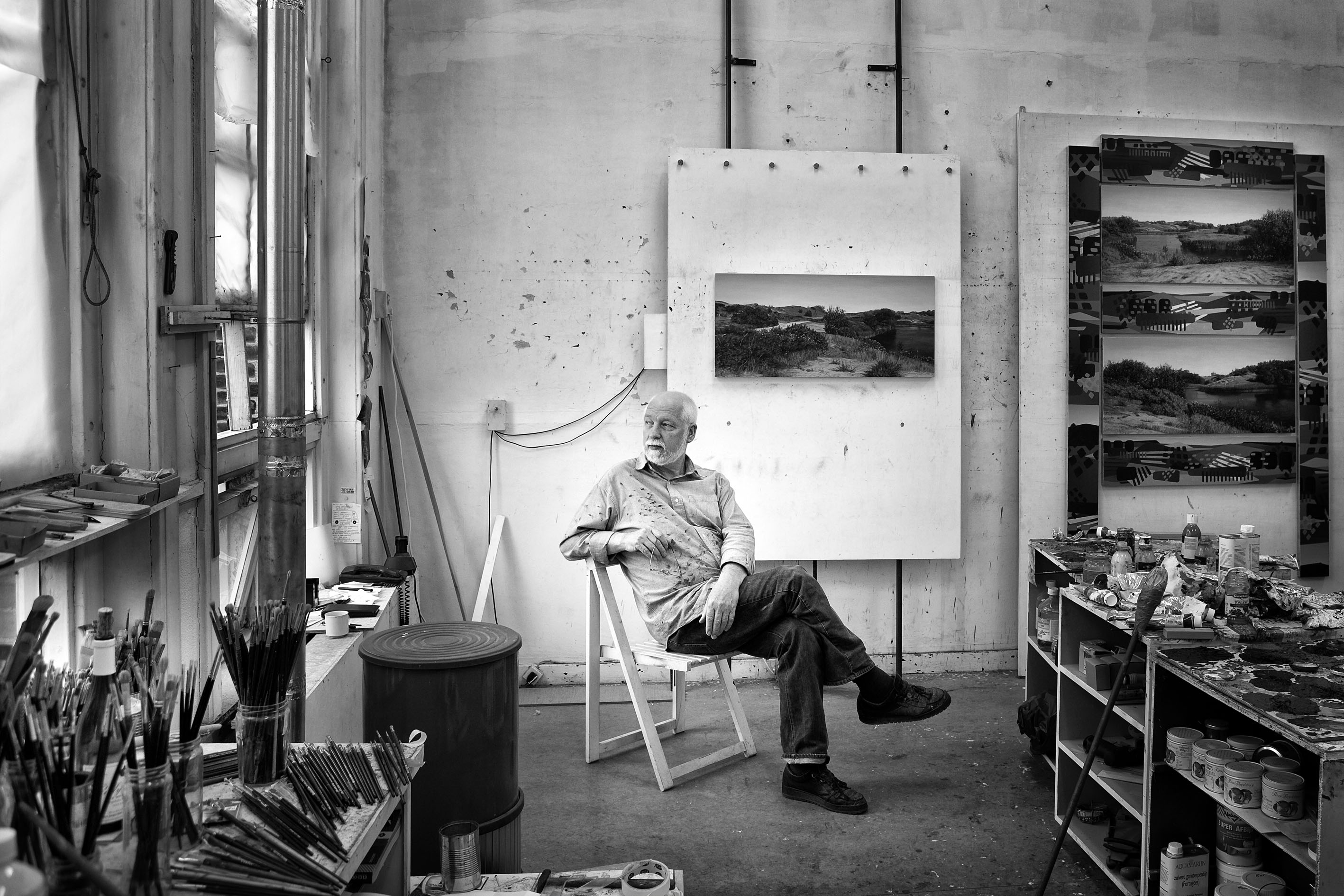
Jaap van den Ende in zijn atelier. Foto uit 2011 van Marco Zwinkels in opdracht van Het Prinsenhof, Delft.

- Museum Boijmans Van Beuningen te Rotterdam
- Gemeentemuseum Den Haag
- CODA Museum te Apeldoorn
- Instituut Collectie Nederland
- Stedelijk Museum Amsterdam
- Letterkundig Museum Den Haag
- Städtisches Museum Abteiberg te Mönchengladbach
- Museum Bochum

## Tentoonstellingen (selectie)
- 2017 "In orde", Parts Project, Den Haag (solo-overzichtsexpositie 1971-2017)
- 2014 Broken Landschapes, Situation Kunst, Bochum (met Ger Dekkers, Jan Dibbets en Ger van Elk)
- 2012 Delfsche Meesters Nu, Stedelijk Museum Het Prinsenhof, Delft (groepstentoonstelling)
- 2007 Contour, continuïteit, Stedelijk Museum Het Prinsenhof, Delft (groepstentoonstelling)
- 2001 La Règle comme baguette magique, Musee des Beaux-Arts, Tourcoing, Frankrijk(groepstentoonstelling)
- 2001 Denkbeeld en waarneming, Stedelijk Museum Schiedam
- 1999 It takes two to tango, Museum de Lakenhal, Leiden (groepstentoonstelling)
- 1996 In gesprek met Vermeer, Museum Het Prinsenhof, Delft (groepstentoonstelling)
- 1995 Van Appel tot Zadkine, 95 hoogtepunten uit de collectie, Stedelijk Museum, Schiedam (groepstentoonstelling)
- 1993 Stedelijk Museum Het Prinsenhof, Delft
- 1989 Gemeentelijk Van Reekummuseum, Apeldoorn
- 1987 HCAK (Haags Centrum voor Actuele Kunst), Den Haag (met Christie van der Haak)
- 1986 Contour, Stedelijk Museum Het Prinsenhof, Delft (groepstentoonstelling)
- 1986 Sammlung Etzold, Städtisches Museum, Mönchengladbach, Duitsland (groepstentoonstelling)
- 1986 De Beyerd, Breda
- 1985 HCAK, Den Haag
- 1985 Stedelijk Museum Het Prinsenhof, Delft
- 1984 Städtische Galerie, Nordhorn
- 1984 City Thoughts, Amsterdam
- 1983 Haags Gemeentemuseum
- 1982 Stedelijk Museum, Amsterdam
- 1980 Neue Malerei aus den Niederlanden, Neue Galerie am Landesmuseum Johanneum, Graz,Oostenrijk (groepstentoonstelling)
- 1980 Nova Nizozemska Umjetnost, Galerija Suvremene Umjetnosti, Zagreb, Joegoslavië(groepstentoonstelling)
- 1974 Haags Gemeentemuseum
- 1974 Tekeningen van Rembrandt tot Armando, Stedelijk Museum, Amsterdam (groepstentoonstelling)
- 1972 Stedelijk Museum Schiedam
- 1972 Struktuur, een thema, een methode, Stedelijk Museum De Lakenhal, Leiden(groepstentoonstelling)

### Eigen publicaties
- Ende, J. van, 1992: Uit het atelier: een stellingname, Haags Centrum voor Aktuele Kunst, Den Haag
- Ende, J. van (red.) / I. van den Ende, 1993: Zestien teksten bij schilderijen van Jaap van den Ende, Tentoonstellingscatalogus, Stedelijk Museum Het Prinsenhof, Delft
- Ende, J. van en J.H. Sassen, 2007: Contour. Continuïteit, Heden en verleden met 111 hedendaagse Nederlandse kunstenaars in drie Delftse musea, Tentoonstellingscatalogus, Museum Het Prinsenhof, Delft
- Ende, J. van, 2012: Jaap van den Ende. Lagen. Werk en theorie, Delft

- Gemeinsame Normdatei: 119422387
- International Standard Name Identifier: 0000 0000 7846 2134
- Library of Congress Control Number: nr2003019052
- Nederlandse Thesaurus van Auteursnamen: 069207100
- RKD-Nederlands Instituut voor Kunstgeschiedenis: 26225
- Union List of Artist Names: 500591005
- Virtual International Authority File: 51634220
- WorldCat: E39PBJtxcKkQtXq9bjHdHkf8YP